# Emblèmes du Luxembourg
 (décembre 2024).
La mise en forme du texte ne suit pas les recommandations de Wikipédia : il faut le « wikifier ».
Les points d'amélioration suivants sont les cas les plus fréquents. Le détail des points à revoir est peut-être précisé sur la page de discussion.
- Les titres sont pré-formatés par le logiciel. Ils ne sont ni en capitales, ni en gras.
- Le texte ne doit pas être écrit en capitales (les noms de famille non plus), ni en gras, ni en italique, ni en « petit »…
- Le gras n'est utilisé que pour surligner le titre de l'article dans l'introduction, une seule fois.
- L'italique est rarement utilisé : mots en langue étrangère, titres d'œuvres, noms de bateaux, etc.
- Les citations ne sont pas en italique mais en corps de texte normal. Elles sont entourées par des guillemets français : « et ».
- Les listes à puces sont à éviter, des paragraphes rédigés étant largement préférés. Les tableaux sont à réserver à la présentation de données structurées (résultats, etc.).
- Les appels de note de bas de page (petits chiffres en exposant, introduits par l'outil «  Source ») sont à placer entre la fin de phrase et le point final[comme ça].
- Les liens internes (vers d'autres articles de Wikipédia) sont à choisir avec parcimonie. Créez des liens vers des articles approfondissant le sujet. Les termes génériques sans rapport avec le sujet sont à éviter, ainsi que les répétitions de liens vers un même terme.
- Les liens externes sont à placer uniquement dans une section « Liens externes », à la fin de l'article. Ces liens sont à choisir avec parcimonie suivant les règles définies. Si un lien sert de source à l'article, son insertion dans le texte est à faire par les notes de bas de page.
- La présentation des références doit suivre les conventions bibliographiques. Il est recommandé d'utiliser les modèles {{Ouvrage}}, {{Chapitre}}, {{Article}}, {{Lien web}} et/ou {{Bibliographie}}. Le mode d'édition visuel peut mettre en forme automatiquement les références.
- Insérer une infobox (cadre d'informations à droite) n'est pas obligatoire pour parachever la mise en page.

Pour une aide détaillée, merci de consulter Aide:Wikification.
Si vous pensez que ces points ont été résolus, vous pouvez retirer ce bandeau et améliorer la mise en forme d'un autre article.
 (décembre 2024).
Les emblèmes du Luxembourg manifestent l'identité du Luxembourg et de ses souverains ou souveraines en usant, au cours de leur histoire millénaire, de différents moyens, comme les traditionnelles armoiries, les drapeau ou pavillon, l’hymne national ou encore la fête nationale.
Plus récemment, en 2004, le gouvernement luxembourgeois a été amené à créer un logotype facilement reconnaissable pour s’identifier sans équivoque possible auprès de ses administrés ou de ses correspondants et assurer ainsi à ses différents ministères ou services administratifs une cohérence visuelle évidente.
De même, certains symboles permettent, dans la vie moderne, d’identifier comme luxembourgeois tel objet, tel véhicule ou tel domaine informatique.

## Les armoiries du Luxembourg

### Leur origine
Après de multiples modifications au Moyen Âge, le blason des comtes de Luxembourg fut fixé entre 1235 et 1239 pour Henri V de Luxembourg.  En voici la description en termes héraldiques : « Burelé d'argent et d'azur de dix pièces, au lion de gueules, armé, lampassé et couronné d'or brochant sur le tout », ce qui signifie que l’arrière-plan (le "champ") est constitué d’une dizaine de bandes horizontales blanches et bleues tandis que le premier plan (c'est un "meuble" hérité du Limbourg) montre un lion rouge aux griffes tout aussi dorées que la langue et la couronne. "Brochant sur le tout" indique qu'il s'agit de l'association de deux écus antérieurs.  

#### Comparaison entre l'écu du comte Henri V (XIIIesiècle) et le blason de l'actuelleville de Luxembourg

Écu du comte Henri V de Luxembourg (1216 - 1247 † 1281)

Blason de la ville actuelle de Luxembourg : seule la couronne est d'or

On retrouve dans les deux écus un burelé d'argent et d'azur de dix pièces pour les comtes et de onze pièces pour la ville dont le blasonnement est le suivant : «D'argent à cinq burelles d'azur au lion de gueules couronné d'or brochant sur le tout »; quant au meuble (le lion rouge hérité du Limbourg), il a un peu évolué dans sa forme mais pas dans sa position ("rampant"), la différence essentielle résidant dans le fait que seule la couronne reste d'or pour la ville, les griffes et la langue étant devenues rouges ("de gueules").

### Les armoiries du grand-duché de Luxembourg
La loi modifiée du 23 juin 1972 sur les emblèmes nationaux donne la définition légale des armoiries de l'État du grand-duché de Luxembourg : « Burelé d’argent et d’azur de dix pièces au lion rampant de gueules, couronné, armé et lampassé d’or, la queue fourchue et passée en sautoir. Timbre : La couronne grand-ducale non doublée. »
La filiation entre l'écu du comte Henri V et les armes de l'État luxembourgeois membre de l'Union européenne est patent : seul le lion rouge (Roude Léiw, en luxembourgeois) dont le corps conserve la même position ("rampant" en langage héraldique) a désormais une queue fourchue dont les deux ramifications se croisent (d'où l'expression "passée en sautoir").

Petites armoiries du grand-duché de Luxembourg
Moyennes armoiries du grand-duché de Luxembourg
Grandes armoiries du grand-duché de Luxembourg

### Les armoiries des grands-ducs[3]

#### Anciennes armoiries de 1898 à 2000

Les moyennes armoiries des grands-ducs de Luxembourg entre 1898 et 2000

Depuis le 29 juillet 1898, le grand-duc Adolphe a fixé par décret les armoiries officielles qui sont restées valables pour tous les souverains de la maison de Nassau, ses successeurs, jusqu'en 2000, à la fin du règne du grand-duc Jean.

##### Petites armoiries
L'écartelé Nassau-Luxembourg est sommé de la couronne royale (sans supports ni manteau).

##### Moyennes armoiries
L'écartelé de Nassau-Luxembourg (formant surtout dans les grandes armoiries) est sommé d'une couronne royale et supporté par les deux lions, le tout sous le manteau de pourpre couronné de la couronne royale.

##### Grandes armoiries
L'écu se compose de seize quartiers. Il est surmonté de six casques, le premier et le sixième étant couronnés.
Quant aux cimiers :
- Une tête et col de lévrier contourné d'or, lampassé de gueules, colleté de sable, bordé et bouclé d'argent. Lambrequins d'or et de sable (Moers).
- Un vol coupé d'argent et de sable. L. d'argent et de sable (Sarrebruck).
- Un lion assis d'or, lampassé et couronné de gueules, entre deux proboscides d'azur semées de billettes d'or (Nassau). Lambrequins d'or et d'azur.
- Un vol de sable (pour Luxembourg). Lambrequins d'argent et d'azur.
- Un vol de sable chargé d'un disque de gueules à deux léopards d'or. Lions d'or et de gueules (Diez).
- Un chapeau pyramidal d'or, la pointe recourbée. L. d'or et de gueules (Sayn).

- Le support deux lions couronnés d'or, lampassés de gueules, la tête contournée.

L'écu et les supports sont posés sur quatre rinceaux entrelacés d'or.
Le manteau de pourpre, frangé et lié d'or, est doublé d'hermines et sommé de la couronne royale.
En théorie, les trois ordres : Lion d'Or de Nassau, Couronne de Chêne et Ordre d'Adolphe de Nassau devaient être appendus en bas de l'écu, ce qui ne fut jamais réalisé.

#### Les armoiries du grand-duc Henri
Par arrêtés grand-ducaux, signés au palais grand-ducal de Luxembourg, le grand-duc Henri a fixé ses armoiries qui sont à trois échelons : petites armoiries, moyennes armoiries (arrêté signé le 23 février 2001) et grandes armoiries (arrêté signé le 23 juin 2001).

##### Petites armoiries
Écartelé, aux I et IV (soit en haut à gauche pour l'observateur et en bas à droite) de Luxembourg qui est un burelé d'argent et d'azur, au lion de gueules, la queue fourchue et passée en sautoir, armé, lampassé et couronné d'or, aux II et III (soit les deux autres quartiers) de Nassau qui est d'azur semé de billettes d'or, au lion couronné d'or, armé et lampassé de gueules. L'écu est timbré d'une couronne royale.

##### Moyennes armoiries
Les petites armoiries augmentées de supports, à dextre (c'est-à-dire pour l'observateur "à gauche") un lion couronné d'or, la tête contournée, la queue fourchue et passée en sautoir, armé et lampassé de gueules, à senestre un lion couronné d'or, la tête contournée, armé et lampassé de gueules.

##### Grandes armoiries
Écartelé, aux I et IV de Luxembourg qui est burelé d'argent et d'azur, au lion de gueules, la queue fourchue et passée en sautoir, armé, lampassé et couronné d'or, aux II et III Nassau qui est d'azur semé de billettes d'or, au lion couronné du même, armé et lampassé de gueules, sur le tout en cœur de Bourbon de Parme qui est d'azur à trois (deux en haut, une en bas) fleurs de lys d'or à la bordure de gueules chargée de huit coquilles d'argent posées en orle. L'écu est timbré d'une couronne royale et entouré du ruban et de la croix de l'Ordre de la Couronne de Chêne. Les supports sont à dextre un lion couronné d'or, la tête contournée, la queue fourchue passée en sautoir, armé et lampassé de gueules, à senestre un lion couronné d'or, la tête contournée, armé et lampassé de gueules, chaque lion tenant un drapeau luxembourgeois frangé d'or. Le tout est posé sur un manteau de pourpre, doublé d'hermine, bordé, frangé et lié d'or et sommé d'une couronne royale, les drapeaux dépassant le manteau.

#### Comparaison des armoiries du grand-duc actuel avec les anciennes armoiries
Petites armoiries et moyennes armoiries sont restées quasiment identiques, à ceci près que la préséance a été donnée au Luxembourg (dont le grand-duc est le souverain) sur la dynastie de Nassau (dont il est aussi issu), l'intention étant de "rattacher harmonieusement le nouveau à l’ancien". Les grandes armoiries du XXIe siècle, quant à elles, sont simplifiées, passant de seize à cinq quartiers, et on notera l'apparition, en cœur, de la référence à la dynastie des Bourbon-Parme (après le mariage en 1919 de la Grande-Duchesse Charlotte avec Félix de Bourbon, Prince de Parme). La transformation s'est produite au début du XXIe siècle.
On ne peut pas non plus omettre de mentionner que, dans les grandes armoiries, la couronne royale au sommet du manteau est flanquée de deux drapeaux tricolores brandis par les supports léonins.

## Le drapeau luxembourgeois
Le drapeau national luxembourgeois, comme symbole identitaire, s’est développé, entre la fin du XIXe et le début du XXe siècle, en réduisant les armoiries à leur plus simple expression chromatique : le rouge-blanc-bleu, les couleurs héraldiques qui furent et demeurent pour partie celles de la dynastie, puis celles du pays. Depuis 1972, le drapeau luxembourgeois jouit d'une protection légale. Mais au Luxembourg, contrairement à la situation en France et à l'instar de celle des Pays-Bas ou de l'Allemagne, les armoiries qui sont des emblèmes officiels restent vivaces et parlantes, si bien que le Lion rouge (notamment sur champ burelé) est, à plusieurs reprises dans l'histoire du pays, entré en concurrence avec "la tricolore".

### À l'international

"La Tricolore", drapeau officiel du Luxembourg

Que ce soit au niveau européen ou au niveau mondial, le drapeau luxembourgeois de loin le plus utilisé à l'international se compose de trois bandes horizontales de couleurs rouge (Pantone 032C dans la partie supérieure), blanche (au centre) et bleu ciel (Pantone 299C dans la partie inférieure).
Comme il n'était pas aisé de le distinguer du drapeau des Pays-Bas qui n'a cependant pas la même taille, le bleu ciel de la partie basse a remplacé une teinte plus foncée.
Il n'empêche que le Lion rouge (Roude Léiw) sur champ burelé sert parfois, à l'international, comme pour les sportifs luxembourgeois aux jeux olympiques. Le lion rouge est utilisé pour le pavillon luxembourgeois, le pavillon de la batellerie et de l'aviation.

### À l'intérieur du pays

Le Lion Rouge

Dans la vie quotidienne comme lors de commémorations officielles, il n'est pas rare de trouver à côté de la Tricolore l'étendard burelé au lion rouge ; il a même failli la remplacer à la suite d'une demande officielle, en octobre 2006, du député luxembourgeois Michel Wolter, plus favorable au symbolisme du pavillon maritime du pays qu'à la Tricolore. Le 6 juillet 2007, le Conseil du gouvernement a déclaré que l'utilisation du "Roude Léiw" était admise en tant que drapeau civil sur sol luxembourgeois, et ce aux mêmes dimensions que le drapeau tricolore afin de le distinguer du pavillon luxembourgeois.
À plusieurs reprises dans l'histoire du pays, notamment aux heures sombres où la population se sent menacée, c'est, par opposition ou par résistance, derrière ce symbole plus agressif qu'elle se rangerait, symbole qui, par exemple, a donné son nom à un groupe de résistance face aux nazis, le « Letzebuerger Rou’de Le’w » (LRL), cependant qu'à d'autres époques, il soulignerait la peur des étrangers, voire la xénophobie.

## Le pavillon de la batellerie et de l'aviation
Le pavillon de la batellerie et de l'aviation luxembourgeois est le symbole porté par les navires de navigation tant intérieure que maritime ainsi que par les aéronefs luxembourgeois aux fins de marquage de leur appartenance d'État.

### Histoire
L'histoire du pavillon de la batellerie et de l'aviation luxembourgeois débuta avec la mise en place, dans les années 60, de la navigation intérieure sur la Moselle.
Faute de disposition légale afférente, et puisque les tricolores luxembourgeoise et néerlandaise aux couleurs presque similaires se semblaient de manière trop forte, pouvant par conséquent prêter à confusion, les bateliers d'alors se décidèrent de faire recours à un pavillon déduit des petites armoiries de l'État et non de la tricolore luxembourgeoise.
Cette situation de fait fut de suite, moyennant la loi sur les emblèmes nationaux du 23 juin 1972, consacrée en droit et élevé en norme juridique.

Petites armoiries de l'État du grand-duché de Luxembourg, dont le pavillon de la batellerie et de l'aviation fut déduit
Pavillon de la batellerie et de l'aviation luxembourgeois, tel que publié en annexe de la loi du 23 juin 1972 sur les emblèmes nationaux

### Définition juridique
La définition de la composition du pavillon de la batellerie et de l'aviation luxembourgeois fait l'objet de l'article 4 de la loi du 23 juin 1972 sur les emblèmes nationaux, texte qui, à l'exclusion du modèle reproduit en annexe de cette même loi, seul fait foi.

« Art. 4.
Le pavillon de la batellerie et de l’aviation se compose d’une laize de tissus aux proportions de 7 à 5 comportant un burelé d’argent et d’azur de dix pièces au lion rampant de gueules, orienté vers la hampe, couronné, armé et lampassé d’or, la queue fourchue et passée en sautoir. La description du revers correspond à celle de l’avers. »

## Disposition pénale
L'usage non autorisé des écussons, emblèmes et symboles de l'État du grand-duché de Luxembourg fait l'objet de l'article 232bis du Code pénal.

« Art. 232bis.
(L. 23 juin 1972) Seront punis d'un emprisonnement de huit jours à trois mois et d'une amende de 251 euros à 5.000 euros, ou d'une de ces peines seulement, ceux qui auront fait usage à des fins non autorisées des armoiries de la Maison grand-ducale, de celles de l’État et des communes, du drapeau national, du pavillon de la batellerie et de l'aviation, ainsi que de tous écussons, emblèmes et symboles utilisés par les autorités et par les établissements publics.
Il y a usage non autorisé des armoiries et symboles visés notamment lorsqu'il est fait:
a)	à des fins frauduleuses,

b)	à des fins commerciales, industrielles, professionnelles ou publicitaires, sauf dans les cas prévus par les lois et règlements, ou autorisés par le Gouvernement. »

## Hymnes
Comme pour les armoiries ou les drapeaux, on constate pour l'hymne luxembourgeois la même symbiose entre la nation et la famille grand-ducale, dans la mesure où, lors de cérémonies officielles, on peut entendre deux hymnes différents : le Ons Heemecht et le Wilhelmus

### LeOns Heemecht
Le Ons Heemecht  (Notre Patrie) est l'hymne national depuis 1895. Il est à l'origine un poème en langue luxembourgeoise de Michel Lentz, qui a été mis en musique par Jean-Antoine Zinnen. L'hymne national est constitué de la première et la dernière strophes du chant de 1859. Il a été interprété pour la première fois en public lors d'une grande cérémonie à Ettelbruck, en 1864 : il constitue un vibrant appel à la paix et à la liberté. Datant du milieu du XIXe siècle, cet hymne exprime toute la joie du pays d'être alors parvenu à trouver son indépendance, dans la quiétude et la prospérité. Seul le gouvernement est habilité à faire publier des traductions officielles de l'hymne national.

### De Wilhelmus
De Wilhelmus (Le Guillaume, en français) est l'hymne de la maison grand-ducale et est à rapprocher de celui de l'hymne le plus ancien du monde, abrégé en Het Wilhelmus (Le Guillaume, en néerlandais), qui est celui des Pays-Bas : on notera dans le titre officiel néerlandais Wilhelmus van Nassouwe la parenté entre les différentes branches de la maison de Nassau.

#### Dans l'histoire
- La mélodie a été interprétée lors de la visite à Luxembourg de Guillaume III, roi des Pays-Bas et grand-duc de Luxembourg, et de la reine Emma, en 1883.
- Peu de temps plus tard, le grand-duc Adolphe est accueilli par le Wilhelmus, considéré alors comme hymne national avec le chant Ons Heemecht.
- En 1915, pour la célébration du centenaire du Congrès de Vienne, le premier texte luxembourgeois sur le Wilhelmus est publié par Willy Goergen (lb). Ce texte est remanié en 1939, mais sans parvenir à s’imposer.
- C'est Nicolas Welter qui trouve l’inspiration pour créer un hymne à la maison de Luxembourg-Nassau-Bourbon, en 1919, à l'occasion du mariage de la grande-duchesse Charlotte[22] et du prince Félix de Bourbon-Parme. Par la suite, il supprime la première strophe, trop empreinte des événements de l’époque.

#### De nos jours
Le Wilhelmus est actuellement entonné lorsque le souverain ou l'un des membres de la famille grand-ducale arrive à une cérémonie ou la quitte.

## La Fête nationale
La fête nationale luxembourgeoise est célébrée chaque année le 23 juin, mais seulement depuis 1961 : auparavant, on suivait la coutume du Royaume des Pays-Bas en fêtant le Jour du Roi ou le Jour de la Reine, ce qui impliquait une fête nationale mobile de règne en règne, tombant le jour anniversaire de la naissance du souverain. C'est à la fin du règne de la grande-duchesse Charlotte, née le 23 janvier 1896, qu'il a été décidé de fixer de préférence au 23 juin les festivités marquant la célébration publique de l'anniversaire de la souveraine : elles gagnent ainsi en convivialité en cette saison plus propice. Ses successeurs ont entériné cette mesure en conservant la même date, contrairement aux souverains des Pays-Bas.

## La devise nationale

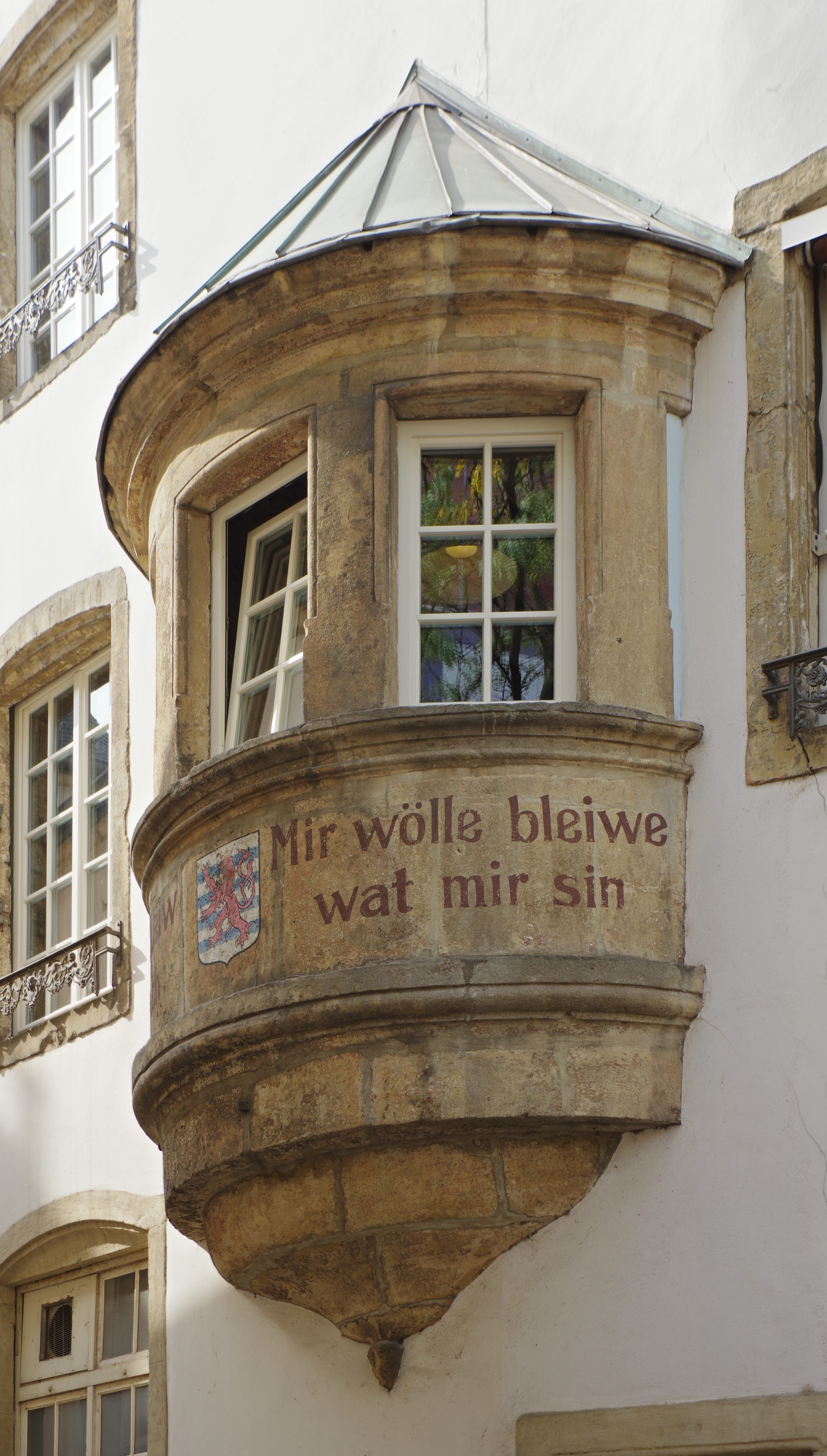
La devise du Luxembourg inscrite sur la pierre à côté du blason

Elle s'exprime en luxembourgeois : "Mir wëlle bleiwe wat mir sin(n)"  et signifie en français : "Nous voulons rester ce que nous sommes". Cette devise est extraite du chant patriotique De Feierwon (Le Char de feu) du poète Michel Lentz qui l'a composé à l’occasion de l'inauguration de la ligne de chemin de fer de Luxembourg à Bettembourg-frontière, la toute première du pays, en 1859. Il est devenu un véritable chant national.

## Les logotypes
- Comme tout logotype, celui du gouvernement luxembourgeois se veut d’une extrême simplicité qui permette une mémorisation spontanée et une reconnaissance immédiate par le public concerné. Il est constitué, sur la gauche, d'un insigne qui représente un lion rouge, inspiré de celui du blason du grand-duché de Luxembourg. Son graphisme a été stylisé afin de moderniser l’identité visuelle du gouvernement[25], tout en respectant son aspect solennel. Il est séparé du texte en lettres grises tenant sur deux lignes " LE GOUVERNEMENT / DU GRAND-DUCHÉ DE LUXEMBOURG (qui est, en typographie, le véritable logotype) par un trait vertical gris. L'insigne (le lion rouge) ne peut pas être utilisé seul, contrairement, par exemple, aux différentes versions de pommes croquées d'Apple entre 1977 et 2013. D'une façon générale, le logotype du gouvernement luxembourgeois ne peut être ni modifié, ni déformé ni retravaillé[26]. Mais il peut exister en différentes tailles[27] ou couleurs[28], selon le support.
- Depuis que les ministères, administrations et services de l’État ont multiplié les occasions d'utiliser Internet, des règles ont été fixées concernant l’usage du logotype du gouvernement sur ces pages, dans un souci de cohérence et pour une meilleure identification, immédiate et sans ambiguïté, d’un portail ou d’un site émanant de l'État ou d'un de ses services.
- Ce même "logo" est visible au-dessus de la barre gouvernement.lu du portail de l'actualité gouvernementale[29]. Il en va de même pour tout ministère ou autre service : par exemple pour le Ministère de l'Éducation nationale, de l'Enfance et de la Jeunesse (MEN)[30].
- Le logo est visible sur le lien externe qu'on trouvera en fin d'article (sous le numéro 2) ou ici :  (tout en haut à gauche).

## Autres symboles

### La pérennité du Lion rouge
C'est en 2006 que le Lion rouge fait son apparition en grand sur le nouveau passeport de l'État luxembourgeois dont la couverture bordeaux est commune à tous les pays de l'Union européenne. Il fut introduit sans que la Commission héraldique de l'État ne soit consultée : faut-il en conclure que le Luxembourgeois, quelqu'intense que soit sa fibre européenne, tient en même temps à rester un sujet dont l'identité luxembourgeoise ne saurait être niée ?

### L , LU ou LUX?

#### Sur la plaque d'immatriculation ou sur une enveloppe

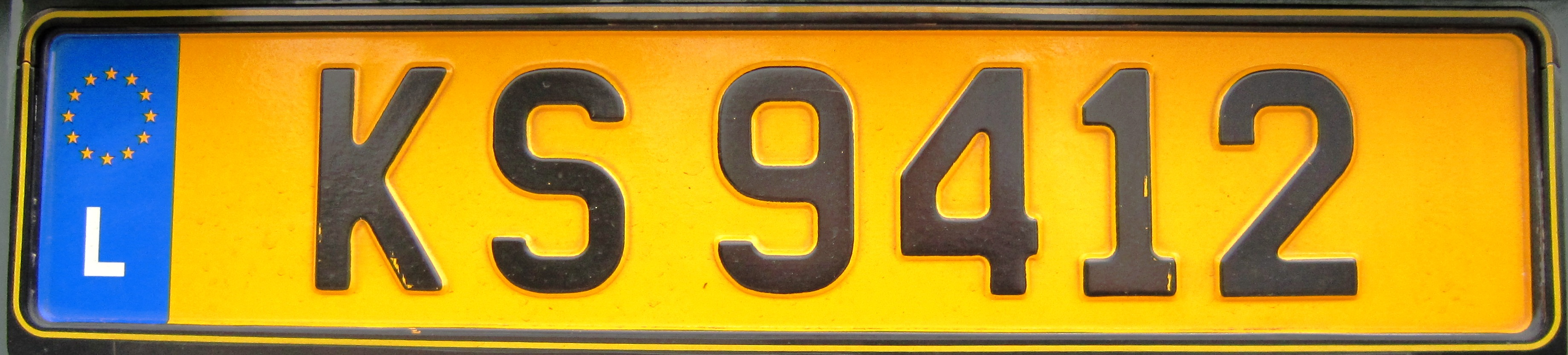

- Le Luxembourg étant membre de l'Union européenne le code pays figure sur la bande bleue dite « eurobande » à gauche de la plaque d'immatriculation, sous les étoiles du drapeau européen : la lettre L.
- Sur une enveloppe ou un paquet confiés à la poste d'un pays autre que le Luxembourg, un L précédant le code postal[32] peut aussi remplacer le mot Luxembourg désignant le pays de destination, comme du reste la variante LU.

#### Le code pays et ses dérivés
Selon le code pays utilisé, le Luxembourg peut être représenté par deux ou trois lettres :
- ainsi, avant l'introduction de l'euro, le franc luxembourgeois était représenté, d'après la norme ISO 4217, par son initiale F précédée des deux premières lettres du pays LU : d'où l'abréviation LUF.
- c'est à cette même norme que se rattache le nom de domaine de premier niveau national ".lu" et ses diverses variantes graphiques[33].
- le choix des trois lettres LUX a été opéré, par exemple, pour Luxair ou pour le logo luX-airport de l'aéroport de Luxembourg[34].

### LaGëlle Fra
Considérée comme le symbole par excellence de la liberté du peuple luxembourgeois et de son identité nationale, la Gëlle Fra est « le » Monument du Souvenir — emblématique — avec la statue de la femme en or (Gëlle Fra, en luxembourgeois) sur la place de la Constitution à Luxembourg-ville.
Sa popularité a donné son nom à une eau de parfum ; le symbole qu'elle représente a aussi donné naissance à un court métrage ; son transport vers l'Exposition universelle de Shanghaï a été diversement apprécié dans la population : l'article Monument du souvenir (Luxembourg) fournit de plus amples renseignements et des références à ce sujet.